# Humanistické hnutí
Humanistické hnutí je mezinárodní dobrovolnická organizace propagující nenásilí a vystupující proti diskriminaci. Nejedná se o instituci, spíše o sdružení organizací inspirovaných tzv. Novým či Univerzálním humanismem, jenž je od svého vzniku v roce 1969 vytvářen svým zakladatelem, Mariem Rodríguez Cobosem (vystupujícím pod pseudonymem Silo).

## Nový humanismus
Nový humanismus se soustředí na překonávání bolesti a utrpení na osobní, meziosobní a společenské úrovni. Definuje násilí jako cokoliv co způsobuje bolest a utrpení lidským bytostem. V tomto pojetí není násilí chápáno pouze ve fyzické formě, ale také v ekonomické, psychologické, sexuální, etnické, aj.

## Humanistické hnutí v České republice
V ČR působí Humanistické hnutí od roku 1994. Hlásí se k němu tyto organizace a iniciativy:

### Organizace
- Svět bez válek a násilí[3]
- Komunita pro lidský rozvoj
- Convergence of Cultures
- Světové centrum humanistických studií

### Politické strany
- Humanistická strana

### Kampaně
- Nenásilí - webové stránky o novohumanistickém pojetí nenásilí[4]